# 德钦虎耳草
德钦虎耳草（学名：Saxifraga deqenensis）为虎耳草科虎耳草属下的一个种。

## 扩展阅读
- 維基物種上的相關：德钦虎耳草